# Meonio
Meonio o Maconio (latino: Maeonius o Maconius;; ... – 266/267) è stato per breve tempo un usurpatore dell'Impero romano.

## Biografia
Fu il nipote o il cugino di Settimio Odenato, il generale romano che prese il controllo delle province orientali dell'impero a seguito della cattura dell'imperatore romano Valeriano da parte dei Sasanidi (260).
Stando alla Historia Augusta, Maeonio uccise Odenato e suo figlio Hairan (chiamato Erode dalla Historia) durante una celebrazione, istigato da Zenobia, moglie di Odenato, che voleva far succedere al marito i propri figli; Gibbon afferma che l'assassinio fu una vendetta per un breve esilio di Meonio, ordinato da Odenato per una mancanza di rispetto nei propri confronti.
Secondo Giovanni Zonara, Meonio fu ucciso immediatamente dopo l'assassinio di Odenato; la Historia afferma che Meonio si proclamò imperatore, solo per essere ucciso per ordine di Zenobia, che prese così il potere.